# الطريف (رخية)

'

تعديل مصدري - تعديل

الطريف هي إحدى قرى عزلة رخية بمديرية رخية التابعة لمحافظة حضرموت، بلغ تعداد سكانها 19 نسمة حسب تعداد اليمن لعام 2004.